# Stazione di Alzo
La stazione di Alzo era una stazione ferroviaria della linea Gozzano-Alzo.

## Storia
La stazione venne attivata nel 1886 con l’attivazione della linea Gozzano-Alzo.
Nel 1924 venne dismessa a causa della chiusura della linea. Da tale anno la struttura non risultava convertita ad altri scopi; successivamente il corpo più ad ovest dell'edificio quella più propriamente utilizzata come rimessa locomotive (che era posto di testa rispetto al tracciato) venne demolito e il corpo stradale della ferrovia fu utilizzato per consentire la costruzione dell'attuale via Cave. La parte rimanente dell'edificio di stazione (che fungeva anche da fabbricato viaggiatori), venne demolita entro il 2008 e ora quella parte del terreno della ex stazione è ricompreso nel recinto di una azienda che produce sifoni metallici per lavandini.

## Strutture e impianti
La stazione aveva un piano del ferro abbastanza atipico con due soli binari (di testa) che si addentravano attraverso due archi all'interno della rimessa locomotive a due stalli. L'edificio nel complesso era a quattro stalli, ma i due ad est erano utilizzati come fabbricato viaggiatori (con biglietteria) e magazzino merci.

## Movimento
Il servizio viaggiatori era effettuato dalla Società ferroviaria Cusiana per trasporti e costruzioni.